# Tricentrogyna simililinea
Tricentrogyna simililinea là một loài bướm đêm trong họ Geometridae.